# (15025) Uwontario
(15025) Uwontario (1998 TX28) – planetoida z pasa głównego asteroid okrążająca Słońce w ciągu 5,73 lat w średniej odległości 3,2 j.a. Odkryta 15 października 1998 roku.